# Mertvyy Kultuk
Mertvyy Kultuk är en vik i Kazakstan. Den ligger i oblystet Mangghystau, i den västra delen av landet, 1 500 km väster om huvudstaden Astana.